# Xystreurys rasile
Xystreurys rasile är en fiskart som först beskrevs av Jordan, 1891.  Xystreurys rasile ingår i släktet Xystreurys och familjen Paralichthyidae. Inga underarter finns listade i Catalogue of Life.